# Istrorumänische Sprache
Das Istrorumänische ist eine romanische (Klein-)Sprache oder ein rumänischer Dialekt, der von den Istrorumänen in einigen Dörfern im Gebirgsland im Nordosten der Halbinsel Istrien in Kroatien gesprochen wird.

## Klassifikation

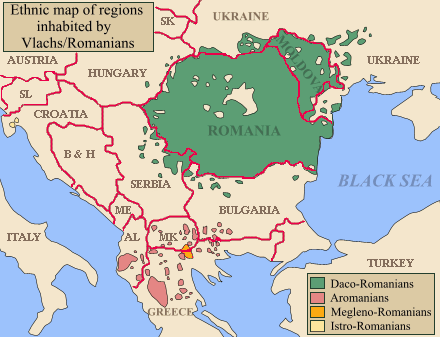
Das istrorumänische Areal ist in einer hellen gelben Farbe dargestellt

Das Istrorumänische lässt sich ebenso wie das (Dako-)Rumänische, Aromunische und Meglenorumänische auf das Urrumänische oder Protorumänische zurückführen, das seinerseits aus dem Vulgärlatein Südosteuropas entstanden war. Gemeinsam mit diesen drei Varietäten bildet es innerhalb der romanischen Sprachen die rumänische Sprachgruppe innerhalb der balkanromanischen Sprachen.
Ob (Dako-)Rumänisch, Aromunisch und Meglenorumänisch und Istrorumänisch als Dialekte einer einzigen Sprache oder als vier eigenständige Sprachen zu betrachten sind, darüber werden in der romanischen Sprachwissenschaft unterschiedliche Auffassungen vertreten. In der älteren Romanistik wurden die vier aus dem Urrumänischen hervorgegangenen Varietäten aufgrund ihrer gemeinsamen Herkunft und sprachstrukturellen Ähnlichkeit als Dialekte einer einzigen rumänischen Sprache betrachtet. In Teilen der jüngeren Romanistik werden diese vier Sprachformen vor allem aufgrund ihrer seit langem bestehenden soziolinguistischen Eigenständigkeit als getrennte Sprachen klassifiziert.

## Geschichte
Die Vorfahren der Istrorumänen sind vermutlich im Laufe des Mittelalters vom zentralen oder nördlichen Balkan in ihr heutiges Siedlungsgebiet eingewandert. 
In Quellen aus dem 17. Jahrhundert ist eine Selbstbezeichnung Rumeri (vermutlich rumâr, plural rumâri) der Istrorumänen überliefert, die ebenso wie die Selbstbezeichnungen der Rumänen und Aromunen auf Romanus zurückgeht. Diese wurde jedoch durch Walachen, ursprünglich die slawische Fremdbezeichnung für die Istrorumänen, verdrängt.
Früher (z. B. im damaligen Standardwerk „Die österreichisch-ungarische Monarchie in Wort und Bild“) wurde diese Volksgruppe auch als „Tschitschen“ oder „Cićen“ bezeichnet (nach der Region „Ćićarija“).

## Soziolinguistischer Status
Die Istrorumänen sind alle zweisprachig und sprechen neben ihrer eigenen Sprache auch Kroatisch. Die Verwendung des Istrorumänischen beschränkt sich auf den mündlichen Gebrauch unter den Einheimischen. Auch in Volkszählungen deklarieren sich die Istrorumänen gewöhnlich als Kroaten.
Aufgrund der langandauernden Mehrsprachigkeit (früher zwischen dem Istrorumänischen und dem lokalen kroatischen Dialekt, heute unter Einschluss der kroatischen Standardsprache) sind der Wortschatz, teilweise auch die Grammatik des Istrorumänischen stark vom Kroatischen beeinflusst. Deshalb gibt es unter anderem – und für die romanischen Sprachen einzigartig – ein vollständig ausgeprägtes Aspektsystem wie im Slawischen.
Istrorumänisch wird allgemein nach den Orthographieregeln der rumänischen Sprache geschrieben und besitzt im Vergleich zu dieser 3 zusätzliche Sonderzeichen.

## Mundarten

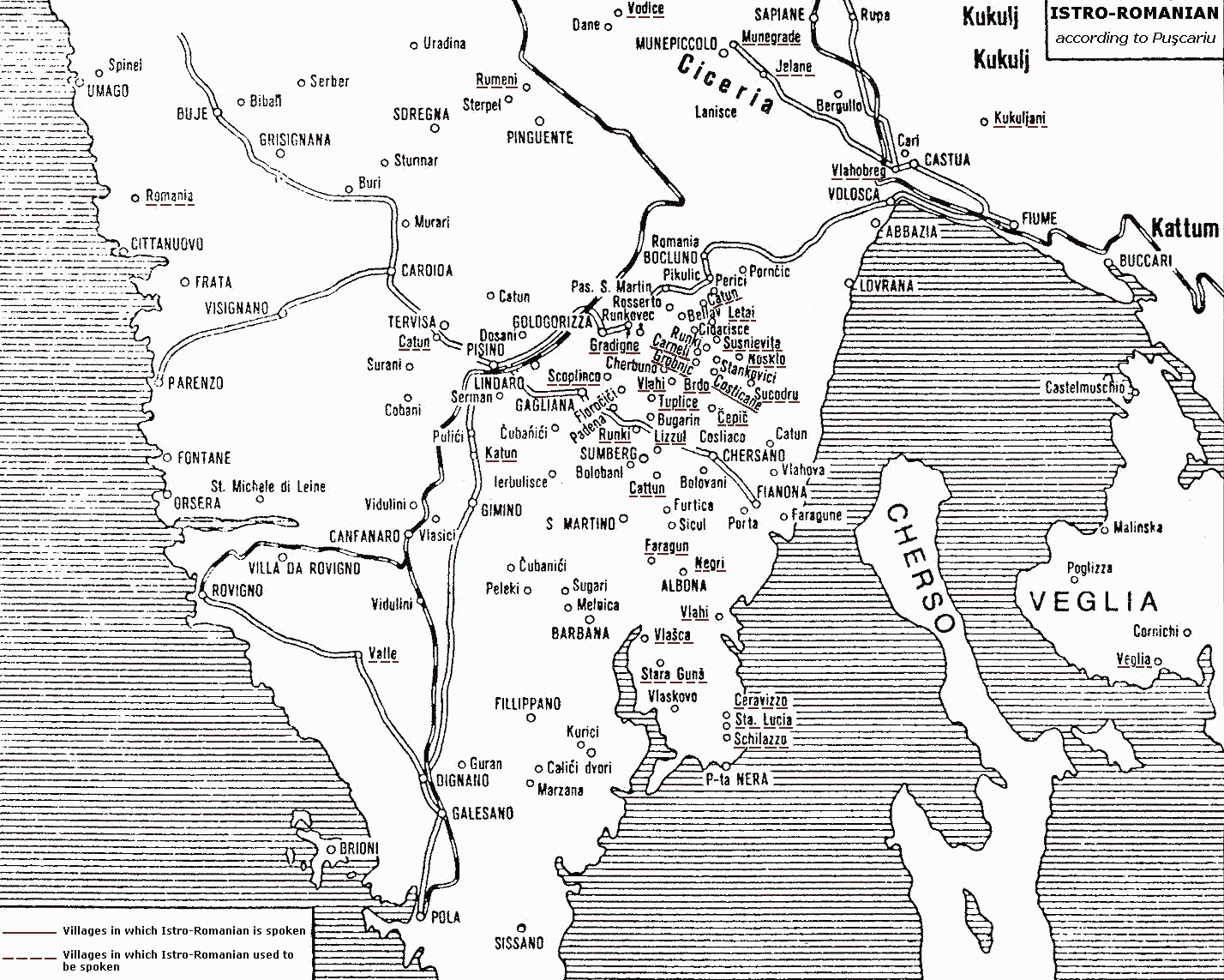
Der istrorumänische Sprachraum vor 100 Jahren

Die Istrorumänische Sprache besitzt 2 Mundarten:
- Die nördliche Mundart, gesprochen in Žejane (istrorum. Žejân), wo noch heute etwa 140 Istrorumänen leben.
- Die südliche Mundart, 15 km südlich von Žejane, mit einer größeren Anzahl von Sprechern, wird in den Dörfern gesprochen, die entlang des Flusses Boljunčica und am Südhang des Učka-Gebirges in der Gemeinde Kršan liegen: Šušnjevica (Șușnjevicę), Brdo (Bârdo) Nova Vas (Noselo), Jesenovik (Sukodru) und noch ein paar weitere Ortschaften, in denen verstreut noch einige istrorumänische Familien leben.